# Gaja
V grški mitologiji je Gaja starogrško Γαῖα, latinizirano: Gaîa, Γῆ (Gê) kar pomeni 'dežela' ali 'zemlja'), prav tako črkovano kot Gaea ( /ˈdʒiːə/), je personifikacija Zemlje. Gaja je pramati - včasih partenogena - vsega življenja. Je mati Urana (Neba), iz katerega spolne zveze je rodila Titane (ki so bili tudi starši mnogih olimpskih bogov), Kiklopov in Velikanov, pa tudi Ponta (Morje), iz katerega zveze je rodila pramorske bogove. Njen ekvivalent v rimskem panteonu je bila Terra.

## Etimologija
Grško ime Γαῖα (starogrško Gaia: [ɡâi̯.a] ali [ɡâj.ja]) je večinoma epska stranska oblika atiškega Γῆ (Gē [ɡɛ̂ː]) in dorskega Γᾶ (Ga [ɡâː]), morda identičen Δᾶ (Da [dâː]), oboje pomeni 'Zemlja'. Nekateri učenjaki menijo, da je beseda nejasnega izvora. Beekes je predlagal verjeten predgrški izvor. M.L. West izvira iz indoevropskega imena iz *dʰéǵʰōm (zemlja). Grško: gaia (<*gm-ya), chamai (χαμαί) na zemlji, hetitsko: tekan, toharsko: tkam, frigijsko zemelo, praslovansko: *zem-yã, avestansko: za (lokativ: zemi), vedsko: ksam, latinsko: hum-us, albansko: dhé.
V mikenski grščini Ma-ka (verjetno prečrkovana kot Ma-ga, 'mati Gaja') vsebuje tudi koren ga-.

## Opis
Grki so se v svojih prisegah sklicevali na Gajo in ona bi se morala zavedati, če bi kdo prelomil prisego. V homerskih pesmih se običajno pojavlja v obliki prisege. V Iliadi je žrtvovanje črnega jagnjeta Gaji in priklicano v formuli prisege. Homer jo smatra za fizično ločeno eksistenco, ki ni jasno zasnovana v antropomorfni obliki. Zdi se, da Gaja nima osebnih dejavnosti. V Iliadi Alfeja z rokami tolče po bogati (poliforbos) zemlji, vendar kliče Had in Perzefono, da se maščujeta njenemu sinu. V Heziodovih pesmih je poosebljena. Gaja ima pomembno vlogo pri razvoju sveta. Je Zeusova dojilja in ima vzdevek Kourotrofos. Kourotrofos je bilo ime stare boginje, ki je bila podrejena Ge. Dieterich je verjel, da Kourotrofos in Potnia theron konstruirata ravno boginjo mater. Ge je poosebljena tudi v mitih Erihtonija in Plutona. Erihtonij je zgodaj omenjen v Katalogu ladij. Rodila ga je homerska zemlja, ki rodi sadje in žita (zeidoros arura). Erihtonijevo ime vključuje hton++, ki ni podzemno kraljestvo mrtvih, ampak homerska zemlja.
V starih časih so zemljo obravnavali kot ravnino ali ploščat disk s širokim obsegom. Boginjo zemlje je mogoče identificirati z nimfo Plataia (široka) v Platajah v Beociji kot Zevsovo ženo. Homer uporablja obliko eureia chthon (široka zemlja). Heziod govori v imenu zemlje s širokimi prsi, (eurysternos), zanesljivega sedeža vseh nesmrtnih. Enak vzdevek se pojavlja v njenih kultih v Delfih in Egajah v Ahaji. V homerski himni je njena zasnova bolj jasna in podrobna. Je Mati bogov, boginja, ki poraja življenje in blagoslavlja ljudi z otroki. Imenuje se pammе̄tōr, vsemati, ki neguje vse. To pojmovanje je bližje splošnemu prepričanju. V himni Apolonu je imenovana pheresvios (daje življenje). Mati bogov je oblika Gaje. Po Pavzaniju je vzdevek Ge v Atenah 'velika boginja', kar je poimenovanje 'mati bogov'. Povezana je s skrivnostnim kultom Flia, ki se zdi izviren. V Atenah je imela Gaja kultni naziv Themis. V Ashmolovem muzeju vaza prikazuje Pandoro (vsedajočo), ki se dviga iz zemlje in po mnenju nekaterih učenjakov bi jo lahko identificirali z Gajo. Anesidora (pošiljanje daril) na vazi v Britanskem muzeju je vzdevek Gaje.
Tradicionalno gaia pomeni 'zemlja' in hton, 'pod ali 'pod zemljo', vendar ima hton občasno enak pomen kot zemlja. Ferekid uporablja ime Chthonie za prvobitno boginjo, ki je kasneje postala Ge, Musaeus pa isto ime za orakularna boginja v Delfih. Homer uporablja za hton vzdevkw euryodeia (širokosedeča) in polyvoteira (vsehranilna), ki se lahko uporablja tudi za zemljo. V nekaterih Ajshilovih igrah je hton boginja zemlje Gaja.
Tragični pesniki običajno opisujejo Gajo kot mater vseh, vsehranilno in vseproduktivno, ki jo je treba spoštovati. V Ajshilovem Nevezanem Prometeju je Gaja mati vsega (pammetor) in v fragmentu Evripidovega htona ima isti vzdevek. V Eshilovem Persaju se daritve priporočajo Geju in duhu umrlega. Imenuje se pamphoros (vse rodna). V Choephoriju Elektra v svoji molitvi opisuje Gajo kot maščevalko krivice. Sofoklej v Filoktetu imenuje Gajo pamvōtis (vsa hranilna). Slavni fragment Danaides opisuje sveto poroko med nebom in zemljo. Uran in Gaja sta kozmični moči in naravni procesi. V Evripidovem Krizipu je Gaja mati vsega v filozofski poetični misli. »Gaja sprejema kaplje dežja, ki nosijo smrtnike in prinašajo hrano in živali, zato jo upravičeno imenujejo "mati vseh". Zevsov eter nosi ljudi in bogove. Vse, kar rodi zemlja, se vrne v zemljo in vse, kar se rodi iz etra se vrne v nebo. Nič ni uničeno, ampak se spremeni v drugo obliko.« Napis na nagrobniku v Potidaji omenja: »Eter sprejema duše in "hton" sprejema telesa«. Po Plutarhu: »Ime Ge je všeč vsakemu Grku in tradicionalno jo častijo kot vsakega drugega boga«.

## Kult
Zdi se, da je bilo čaščenje 'Zemlje' avtohtono v Grčiji. Vendar je vprašljivo, ali je matična vera zakoreninjena v predgrškem prebivalstvu. V klasičnem času Ge ni bila pomembno božanstvo in ni imela nobenih festivalov. Po navadi so jo častili skupaj z drugimi bogovi ali boginjami. Lokalni kulti Gaje so redki in le nekatere od njih je mogoče omeniti iz obstoječih dokazov.
Elementi primitivnega kulta Gaje se pojavijo v Dodoni v Epiru. Zdi se, da so v stari veri boginjo zemlje častili skupaj z bogom neba (Zevs). V Tebah je obstajal kult Gaia Makaira Telesforos. Telesforos pomeni 'pripeljati sadove do popolnosti'. Boginja zemlje je imela moč nad duhovi in sanjami, ki prihajajo iz podzemlja, zato je pridobila orakularne moči. Te predstave so očitne v njenih kultih v Delfih, Atenah in Ajgi iz Ahaje. Mnaseas v Delfih omenja napis ieron eurysternou (svetišče širokoprsih). Južno od Apolonovega templja je bil zgrajen Gejev tempelj. Eutysternos je priimek Ge in ga je prej uporabljal Heziod. Podarjeno ji je bilo tudi pri njenem čaščenju pri Ahajski Ajgi.
V Eumenidah je svečenica svoje prve molitve naznanila »prvi prerokinji Gaji«. V Ajgi je bila zelo stara podoba boginje zemlje, služba pa je bila v rokah device. Kača je predstavljala zemeljsko božanstvo in je bila povezana s htonskim orakularnim kultom. To je očitno pri Delfih. Tradicionalno je orakelj prvotno pripadal Pozejdonu in Geju, kača Piton pa predstavlja zemeljskega duha. Ge je bil verjetno prisotna pri Trofonijevem oraklju v Livadeji. Prerokbe so običajno dajale svečenice in ne boginje. V Olimpiji so njen oltar imenovali Gaios. Oltarji so v primitivnih fazah religije dobili ime božanstva. Zdi se, da je bila v Olimpiji, tako kot v Dodoni, počaščena skupaj z bogom neba Zevsom. V Ajgi je imela orakularno moč. Po Pliniju je svečenica pred vstopom v skrivno jamo popila majhno količino krvi bika. V Patrasu v oraklju Ge so sveti vodnjak uporabljali za napovedovanje vzrokov bolezni. V Atenah je Ge pridobila kultni naziv Themis. Temida je bila orakularna boginja, povezana z Ge, in prvotno ni bila interpretirana kot boginja pravičnosti.

## Vzdevki
Gaja ima več vzdevkov in atributov. V poeziji ima hton pogosto enak pomen kot gaja. Nekateri njeni vzdevki so podobni v nekaterih indoevropskih jezikih. Univerzalnost boginje je izražena s predpono pan, (πάν). Nekateri vzdevki Gaje in Demetre so podobni, kar kaže na istovetnost njune narave.
- Anēsidora (ἀνησιδώρα), ki pošilja darila.[25][26][27]
- Chthonia (χθονία) na Mikonosu.[28]Pherecydes uporablja ime Chthonie, za prvobitno boginjo, ki je postala Ge:.[29]
- Eurysternos (εὐρύστερνος): širokoprsi.[30] Zemlja je širok sedež vseh nesmrtnih (Heziod)[31]
- Euryedeus (εὐρυεδεύς): široko sedeča
- Karpophoros (καρποφόρος), prinašalec sadežev
- Kalligeneia (καλλιγένεια), rojena lepa.[32]
- Kourotrophos (κουροτρόφος) :zaščitnik majhnih otrok v Atenah[33]
- Megali theos (Μεγάλη θεός) : Velika boginja v skrivnostih Phlye[30][34]
- Melaina (μελαίνα): črna, v epski poeziji[35]
- Olympia blizu atenskega Olimpeiona.[36]
- Pamphoros, (πάμφορος):vsenosna. Potomci vseh[37]
- Pammētōr(παμμήτωρ) :mati vseh[38]
- Pammēteira(παμμήτειρα) :mati vseh
- Pamvōtis (παμβώτις) : vsehranjujoča[39]
- Pandōros (πάνδωρος) :obilen, dajalec vsega.[40][41]
- Pheresvios (φερέσβιος): ki rojeva življenje[42]
- Polivoteira (πουλυβότειρα): veliko neguje[43]
- Themis (Θέμις) v Atiki.[44]
- Vathykolpos (βαθύκολπος): z globokimi, polnimi prsmi[45][46]